# 鳴門市勤労青少年ホーム
鳴門市勤労青少年ホーム（なるとしきんろうせいしょうねんホーム）は、徳島県鳴門市にあるスポーツ・文化教養施設。愛称は「アクア鳴門」。

## 概要
鳴門市勤労青少年ホームは、鳴門市内在住・在勤の青少年が、仕事の余暇を健康で楽しく過ごすことを目的とした施設である。各種文化教養講座やスポーツクラブを設けると同時に、ホーム全体でのバスツアーやバーベキュー大会などを開催し、利用者間の積極的な交流、仲間作りを行っている。
また、鳴門市社会福祉協議会・鳴門市シルバーセンターが入居しており、福祉関連の拠点となっている。
2018年に鳴門市文化会館と共にDOCOMOMO JAPAN選定 日本におけるモダン・ムーブメントの建築に認定されている。

## 利用時間
- 12:00 - 21:00
- 休館日：月曜日、祝日、年末年始

## 講座、クラブ一覧

### 講座
- 活花
- 書道・硬筆
- 茶道
- 料理
- 英会話
- 大谷焼
- 着付け

### クラブ
- エアロビクス
- バドミントン
- 絵画
- 硬式テニス
- BMSウインドアンサンブル
- バレーボール
- ゴルフ

### OneDay講座
- コーヒー学
- 和菓子作り
- ケーキ作り

## 交通
- JR鳴門駅より徒歩15分。
- 徳島バスより鳴門本線「鳴門市役所前」または「市役所北」バス停より徒歩約10分。
- 鳴門市文化会館隣り。